# Карчава, Соломон Теймуразович
Соломон Теймуразович Карчава (1893 год, село Шрома, Озургетский уезд, Кутаисская губерния, Российская империя — неизвестно, село Шрома, Махарадзевский район, Грузинская ССР) — бригадир колхоза имени Орджоникидзе Махарадзевского района, Грузинская ССР. Герой Социалистического Труда (1948).

## Биография
Родился в 1893 году в крестьянской семье в селе Шрома Озургетского района. С раннего возраста трудился в сельском хозяйстве. С 1939 года — бригадир полеводческой бригады в колхозе имени Орджоникидзе Махарадзевского района.
В 1947 году бригада под его руководством собрала в среднем с каждого гектара по 72,57 центнеров кукурузы на участке площадью 6 гектаров. Указом Президиума Верховного Совета СССР от 21 февраля 1948 года удостоен звания Героя Социалистического Труда за «получение высоких урожаев чайного листа и цитрусовых культур в 1947 году» с вручением ордена Ленина и золотой медали «Серп и Молот» (№ 844).
Этим же Указом званием Героя Социалистического Труда были награждены председатель колхоза имени Орджоникидзе Михаил Филиппович Оргавелидзе, бригадир Карло Дмитриевич Горгиладзе и звеньевая Елена Соломоновна Хеладзе.
За выдающиеся трудовые достижения по итогам работы в 1948 году награждён вторым Орденом Ленина.
После выхода на пенсию проживал в родном селе Шрома Махарадзевского района. Дата смерти не установлена.
Награды
- Герой Социалистического Труда
- Орден Ленина — дважды (1948; 29.08.1949)
- Орден Трудового Красного Знамени (23.07.1951).